# Mặc cảm tình dục
Mặc cảm tình dục, hay cảm giác tội lỗi tình dục là một phản ứng cảm xúc tiêu cực liên quan đến cảm giác lo lắng, mặc cảm hoặc xấu hổ liên quan đến hoạt động tình dục. Nó còn được gọi là xấu hổ tình dục.
Nó được liên kết với việc kỳ thị xã hội tiêu cực và kỳ vọng văn hóa được tổ chức đối với tình dục cũng như sự đối lập tôn giáo lịch sử của tất cả các hành vi tình dục "phi đạo đức". Việc tham gia vào quan hệ tình dục không cần phải xảy ra để trải nghiệm cảm giác tội lỗi tình dục, tuy nhiên, khoái cảm tình dục hoặc hoạt động tình dục với người khác là nguyên nhân chính. Cảm giác tội lỗi tình dục cũng có thể được cảm nhận bởi một cá nhân cảm thấy có lỗi về ý tưởng về tình dục. Mặc cảm tình dục cũng có thể bắt nguồn từ những áp lực tiêu cực đặt lên các cá nhân trong suốt cuộc đời của những thông điệp của cha mẹ hoặc những giáo lý tôn giáo xung quanh hoạt động và biểu hiện tình dục.
Mặc cảm về tình dục có thể tác động nghiêm trọng đến cá nhân bị ảnh hưởng và làm xấu đi các mối quan hệ của những người gần gũi với họ. Nó có liên quan đến các trường hợp rối loạn chức năng tình dục, trầm cảm lâm sàng và các bệnh tâm thần khác. Cảm giác tội lỗi tình dục cũng có thể gây ra các tác động thể chất và bệnh tật. Nếu cá nhân cảm thấy xấu hổ hoặc mặc cảm về việc tham gia tình dục, họ có thể ít tìm kiếm các biện pháp bảo vệ và tránh thai hoặc tìm kiếm sự chăm sóc y tế nếu họ gặp phải các triệu chứng trên từ quan hệ tình dục.
Trong kỷ nguyên hiện đại của biểu hiện tình dục và sự thỏa mãn tình dục tức thì, giáo dục tình dục đóng một vai trò quan trọng trong việc giảm tác động và nguy cơ cảm giác tội lỗi tình dục khi tỷ lệ mắc bệnh tăng lên. Nghiên cứu lịch sử trong quá khứ  về nguyên nhân của mặc cảm trong tình dục đã cho thấy cần phải nghiên cứu nhiều hơn.

## Nguyên nhân của mặc cảm tình dục
Việc tham gia vào hoạt động tình dục hoặc giao hợp không cần phải diễn ra để ai đó gặp phải cảm giác tội lỗi tình dục. Tội lỗi tình dục có thể đến từ việc tham gia các hành vi tình dục, suy nghĩ về việc tham gia các hành vi tình dục hoặc từ việc đánh giá phê phán các hành vi và thái độ tình dục của bản thân hoặc người khác.  

#### Nội tâm
Mặc cảm tình dục có thể bắt nguồn từ: 
- Cảm thấy tội lỗi về việc có ham muốn tình dục không phù hợp với tập hợp các giá trị hoặc đạo đức đã được thiết lập của cá nhân.
- Xem nội dung khiêu dâm có thể kích hoạt cảm giác tội lỗi tình dục ở những cá nhân cảm thấy tội lỗi hoặc xấu hổ về việc tham gia vào hoạt động tình dục hoặc xem nó.[4]
- Thủ dâm hoặc tự sướng có thể được coi là một hành động không có đạo đức hoặc không nghiêm túc vì nó không phục vụ mục đích sinh sản và chỉ là một hành động tự sướng.[5]
- Có hứng thú với những khúc mắc hay những hành vi tình dục không được coi là 'bình thường' truyền thống, vd BDSM, nô lệ, quan hệ tình dục qua đường hậu môn, và nhiều kiểu tình dục khác.

#### Trải nghiệm trong quá khứ
Các nghiên cứu đã gợi ý rằng cảm giác tội lỗi tình dục có thể là một yếu tố dự báo cho các mối quan hệ cá nhân trong quá khứ, thái độ và kinh nghiệm tình dục như
- Lần quan hệ tình dục đầu tiên của cá nhân và mất trinh.[7]
- Nghi ngờ, hoặc suy nghĩ, gian lận trong một mối quan hệ có thể gây ra cảm giác tội lỗi tình dục trong cá nhân và đối tác của họ.[8]
- Không hài lòng về quan hệ tình dục, tình dục không đáp ứng mong đợi tình dục của cá nhân.[6]
  - Ví dụ, một nghiên cứu về văn hóa móc nối ở các trường đại học đã khiến các nhà nghiên cứu tìm ra "mối quan hệ tình dục thâm nhập làm tăng tâm lý đau khổ cho phụ nữ, nhưng không ảnh hưởng tới nam giới." [9]

#### Ảnh hưởng từ bên ngoài
Mặc ảm tình dục có thể được gây ra bởi "thông điệp về thái độ được chấp thuận hoặc không được chấp thuận đối với các vấn đề tình dục"  mà các cá nhân phải đối mặt từ các nguồn bên ngoài như gia đình, bạn bè và các nhóm tôn giáo, văn hóa 'chuẩn mực' hoặc xác định là một xu hướng tình dục không phải hai chiều.
- Không được xác định theo khuynh hướng tình dục giữa hai người khác giới theo truyền thống có thể gây ra nhiều vấn đề cho các cá nhân trong các nhóm tôn giáo hoặc nền văn hóa có giáo lý và tín ngưỡng phản đối những khuynh hướng tình dục này. 
  - Điều này cũng có thể gây ra lo lắng và xung đột nội bộ khi cá nhân phải " công khai xu hướng tình dục" với gia đình, bạn bè và các nhóm không đồng ý với quyết định của họ. 
    - hoạt động tình dục trước hôn nhân là bất hợp pháp ở một số quốc gia Hồi giáo, vd Pakistan,[10] Iran,[11] hoặc Morocco.
    - Sự tham gia hoặc suy nghĩ trong bất kỳ hành vi tình dục nào có thể là bất hợp pháp có thể gây ra mức độ mặc cảm tình dục cao. Ở các nước phương Tây, đó là bất hợp pháp nếu tình dục là tình dục không thỏa thuận, loạn luân hoặc cá nhân không đạt mức độ tuổi hợp pháp.  Hình ảnh từ bức tranh tường cổ tại Pompeii vẽ cặp đôi thực hiện tình dục bằng miệng

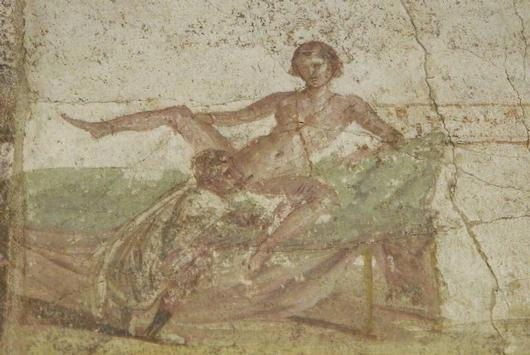
Hình ảnh từ bức tranh tường cổ tại Pompeii vẽ cặp đôi thực hiện tình dục bằng miệng

## Các loại mặc cảm tình dục
Có hai loại mặc cảm tình dục chính được công nhận về mặt tâm lý - cảm giác tội lỗi tiềm ẩn và cảm giác có lỗi sau khi phạm tội. Mỗi loại cảm giác tội lỗi có thể được tìm thấy trong các tình huống khác nhau và có thể gây ra các hiệu ứng khác nhau đối với từng cá nhân.

#### Mặc cảm tiềm ẩn
Tội lỗi tiềm ẩn là một cảm giác xấu hổ hoặc tội lỗi nội tại xuất phát từ sự liên kết mang tính tiêu cực của hoạt động tình dục hoặc ham muốn như một cơ sở hoặc bản năng động vật. Những người có cảm giác tội lỗi tiềm ẩn có thể tin rằng hoạt động tình dục cho thấy một điểm yếu làm phá vỡ sức mạnh của cá nhân. Những người gặp phải hình thức tội lỗi tình dục này không cần thiết phải tham gia vào các hoạt động tình dục để cảm nhận tội lỗi. Các cá nhân có thể cảm thấy xấu hổ đối với ham muốn bên trong của chính họ, hoặc họ có thể có ham muốn thấp hơn, không có khả năng đạt mức cao trào và có thể ảnh hưởng đến các mối quan hệ của họ.

#### Mặc cảm buổi sáng hôm sau
Mặc cảm buổi sáng hôm sau xuất phát từ cảm giác tội lỗi, mặc cảm hoặc xấu hổ của cá nhân sau khi họ đã thực hiện một hành động không phù hợp với giá trị nội tâm của chính họ hoặc trong sự mong đợi của mọi người trong một mối quan hệ hoặc trong một nhóm nhất định, quốc tịch, văn hóa hoặc tôn giáo. Loại mặc cảm tình dục này thường có thể được tìm thấy ở những người hối hận khi thực hiện hành vi tình dục, ví dụ như gian lận trong một mối quan hệ, tham gia vào quan hệ tình dục trước hôn nhân hoặc quan hệ tình dục với người mà cá nhân cảm thấy hối hận sau khi thực hiện hành động đó. Như tên thông tục cho thấy, nó thường được trải nghiệm vào buổi sáng sau khi quan hệ tình dục hay còn gọi là mặc cảm sau giao hợp.